# Baix de Serra

Baix de Serra, respecte del terme d'Abella de la Conca

Baix de Serra és una petita partida rural del terme municipal d'Abella de la Conca, a la comarca del Pallars Jussà.
Constitueix tota la zona baixa, en el vessant de migdia, de la Serra de Carrànima, a llevant de la vila d'Abella de la Conca i al nord del Barranc de Fonguera.
Comprèn la parcel·la 99 del polígon 2 d'Abella de la Conca; consta d'1,3457 hectàrees; és un camp d'ametllers situat just al nord de les Granges de l'Olivelles.
Pel costat de llevant toca amb la partida dels Planers, i per tots els altres costats, amb el Camp de Vicent.

## Etimologia
Es tracta d'un topònim purament descriptiu: és el sector de sota la Serra de Carrànima. Es tracta, així, doncs, d'un topònim romànic modern, de caràcter descriptiu.